# 베들레헴 예배당

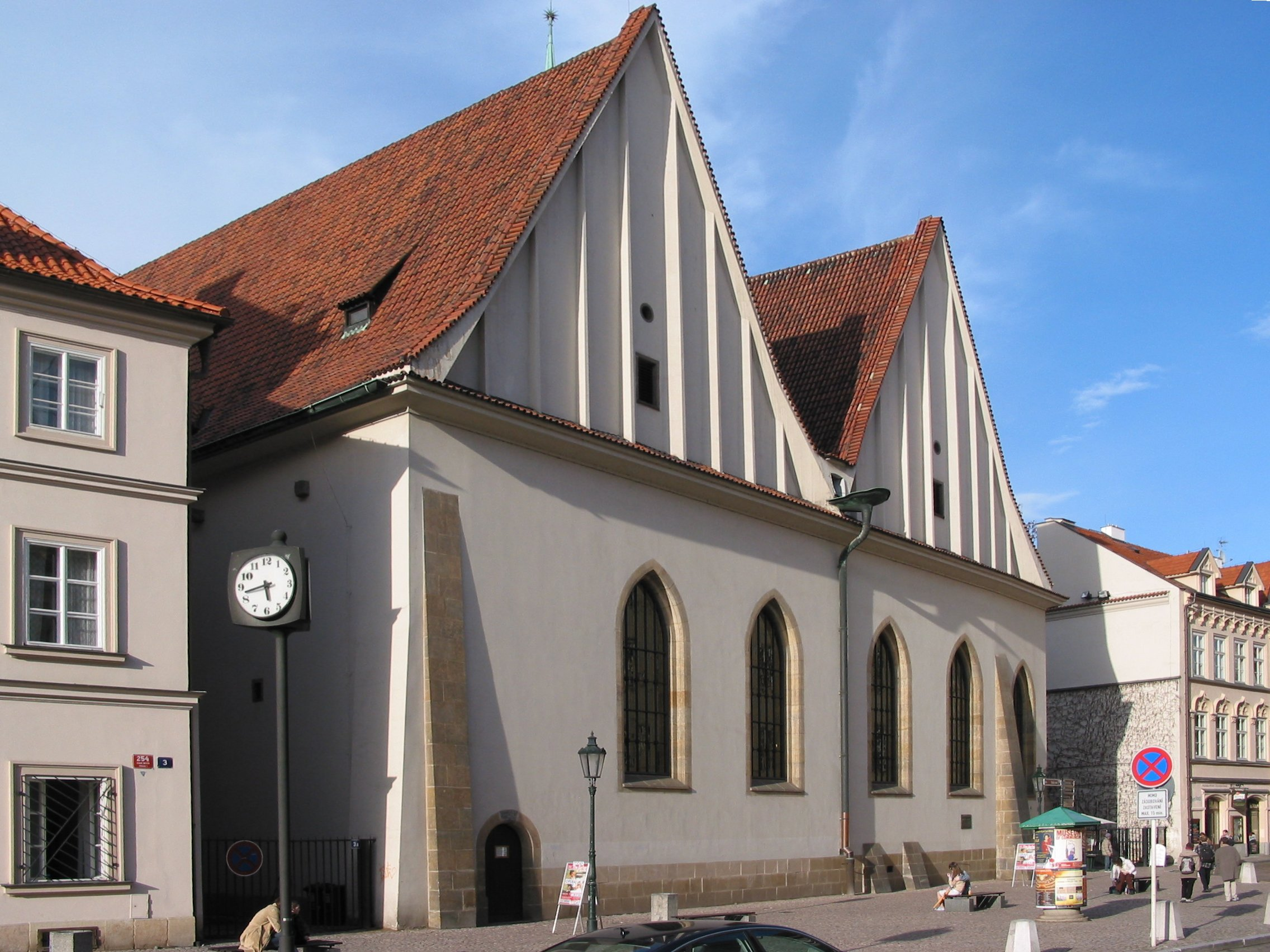
베들레헴 예배당

베들레헴 예배당(체코어: Betlémská kaple)은 체코 프라하 스타레메스토 (구시가지)에 있는 중세 종교 건물로, 특히 체코의 개혁가 얀 후스와 관련된 보헤미아 종교 개혁의 기원과 관련이 있는 것으로 유명하다.
이 예배당은 헤로데 1세가 갓 태어난 예수를 죽이려고 베들레헴에서 영아 학살한 것에서 이름을 따왔다.